# Talking blues
Il talking blues (o talkin' blues), in italiano blues parlato, è - analogamente al soul blues, al blues elettrico e al rhythm and blues - un sottogenere musicale che si colloca tra la ballata ed il blues ed è riconducibile generalmente alla musica country e folk statunitense.
Il blues parlato affonda le sue radici tanto nel blues originato dalla musica afro-americana del delta del Mississippi (Delta blues) quanto in quello delle aree rurali del nord del paese e del midwest, ed era molto praticato negli anni venti e trenta a cavallo della Grande depressione.
Può essere assimilato anche allo Sprechgesang sviluppato all'interno dell'espressionismo tedesco.

## Origine

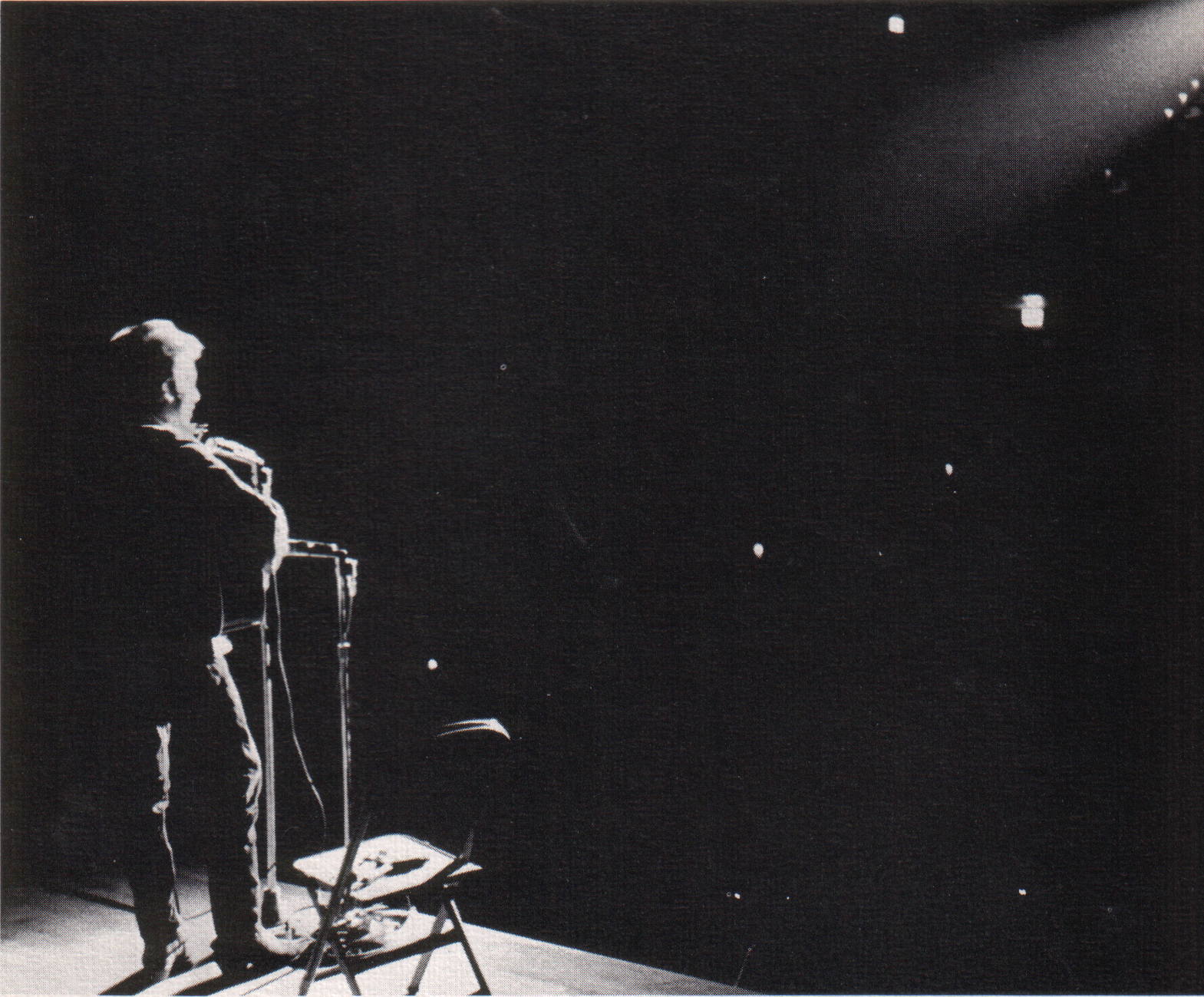
Il cantante Bob Dylan (nell'immagine in un concerto del 1963) ha composto, specialmente agli esordi e sotto l'influenza di Woody Guthrie, brani in talking blues

In origine questa tecnica ha mutuato influenze sia dalla musica africana sia dalle ballad della musica popolare diffusa nel Regno Unito, raffinandosi via via con le prime esecuzioni live, spesso su palcoscenici di strada improvvisati.
In virtù della sua valenza popolare e tipicamente proletaria, è stata spesso avvicinata alla cultura della sinistra progressista statunitense e più specificatamente alle cosiddette canzoni del Sindacato, dove la voce delle Union (appunto i sindacati dei lavoratori dell'industria e dell'agricoltura) veniva amplificata e diffusa attraverso il canto degli hobo, vagabondi e cantanti di strada, portavoce più o meno consapevoli della lotta al sistema, che attraversavano da una costa all'altra degli States le praterie degli Stati Uniti d'America a bordo di treni merci su cui salivano clandestinamente (una sequenza illuminante in questo senso è contenuta nel film del 2007 Io non sono qui).

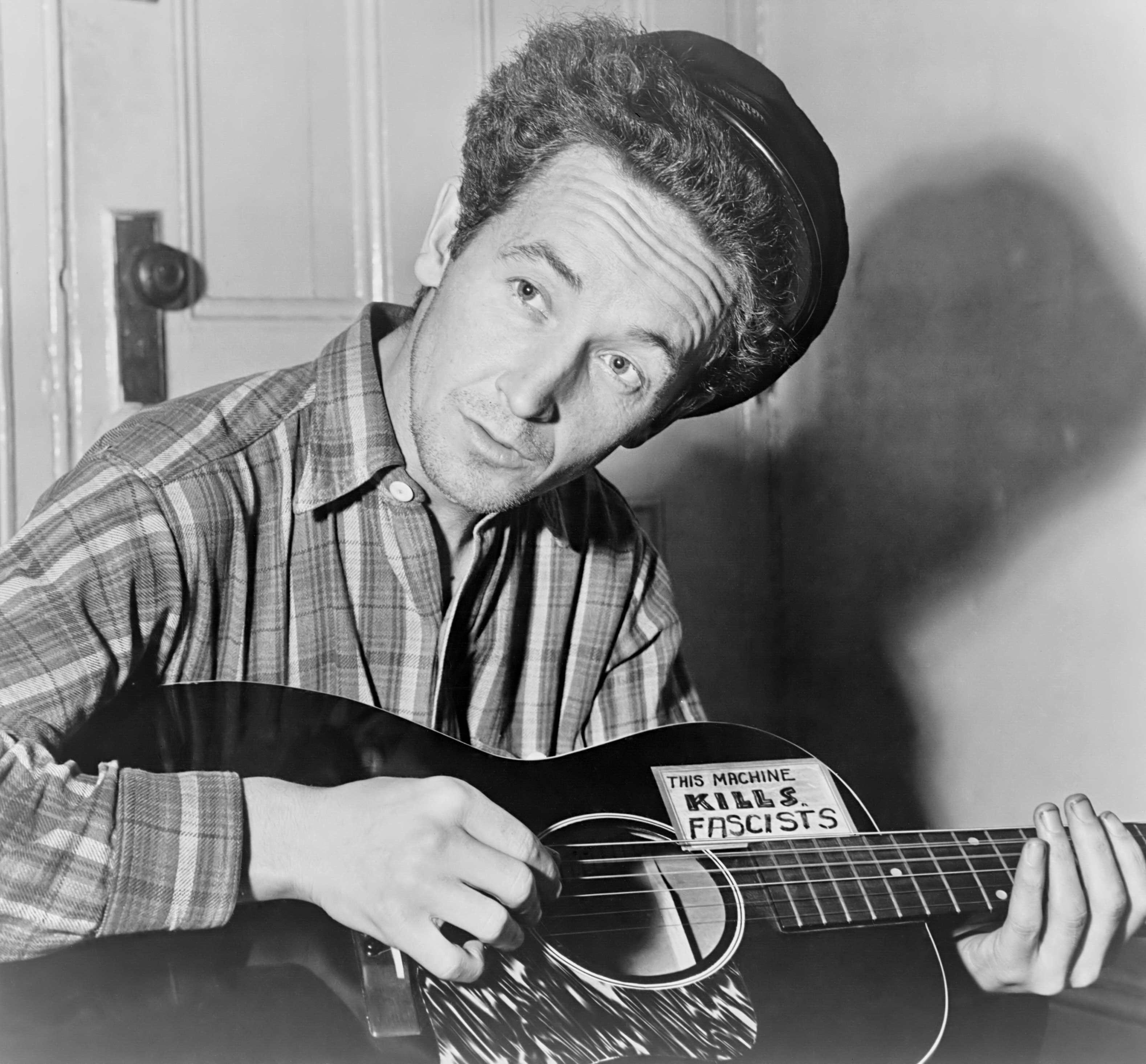
Woody Guthrie alla chitarra: sullo strumento un'etichetta specifica: "Questa macchina uccide i fascisti"

Talvolta, le canzoni talking blues abbandonavano i temi sociali per soffermarsi su riflessioni, spesso in chiave ironica, di aspetti di vita quotidiana.
Maestri del genere sono considerati i folk-singer Woody Guthrie (che lo ha reso popolare, ed è citato da alcune fonti - fra cui i componenti del gruppo Almanac Singers, suoi emuli - come il vero innovatore e divulgatore del genere), Tex Williams, Johnny Cash e Pete Seeger.

## Struttura
La struttura musicale del talkin' blues si articola, al pari di quella del blues, su una serie limitata di accordi musicali eseguiti alla chitarra folk (solitamente una progressione di non più di tre) che accompagnano un testo poetico - prettamente di contenuto politico o sociale - espresso non con il canto puramente inteso ma in lingua parlata.
Dal blues parlato viene fatto derivare anche il moderno genere rap e, almeno in parte, oltre che in senso lato, la musica reggae, originaria dei Caraibi e lanciata su scala internazionale da Bob Marley.

## Rivalutazione in tempi moderni
Il talking blues ha avuto una rivalutazione negli anni sessanta nei primi anni della contestazione attraverso alcune canzoni di Bob Dylan che, sotto l'influsso del suo artista-mito - Woody Guthrie - ne ha fatto uso particolarmente in brani inseriti nei suoi primi album.

Guccini ha inciso brani di blues parlato inclusi nei suoi primi album

In Italia il genere è stato praticato agli esordi da Francesco Guccini che ha basato su questo stile alcune canzoni (segnatamente Talkin' Milano, inclusa nel suo album d'esordio del 1967 Folk beat n. 1, e Talkin' sul sesso, contenuta in Opera buffa, album del 1973).
Lo stile talking blues è stato anche adottato da Giovanna Marini in alcune sue canzoni di protesta, fra cui La sirena era alle cinque.

## Brani famosi
- Talking Union, di Pete Seeger, Lee Hays e Milard Lampell
- Talking Fishing Blues e Talking Hard Work, di Woody Guthrie
- Talking World War III e I Shall Be Free, di Bob Dylan (contenuti nell'album The Freewheelin' Bob Dylan)
- It's Alright, Ma (I'm Only Bleeding), di Bob Dylan (contenuta nell'album Bringing It All Back Home)
- Talkin' John Birch Paranoid Blues, di Bob Dylan (pubblicata in Bootleg Series Vol. 1)
- Alice's Restaurant, di Arlo Guthrie, figlio di Woody, è talvolta citato - anche se forse impropriamente - come talking blues
- Talking Blues, di Christopher Allen Bouchillon[2]
- A Boy Named Sue e Singing in Viet-Nam Talking Blues, di Johnny Cash
- Talkin' Orange Alert Blues, di John Craigie (autore anche di A Picnic on the 405)
- Talking Big Apple '75, di Loudon Wainwright III (contenuta nell'album del 1976 T Shirt
- Talkin' Blues (What's in a Name), di Billy Connolly e Talking Mysterious Prostate, di Don Freed (versioni in parodia del talking blues)
- Ball and Biscuit, degli White Stripes (dall'album Elephant, moderno esempio di talking blues)
- Talkin' Honky Blues è il titolo di un album hip hop del cantante Buck 65: il titolo riflette le ricerche effettuate da Buck riguardo allo stile talking blues delle origini